# ناوكي مايدا
ناوكي مايدا (باليابانية: 前田 直輝) (مواليد 17 نوفمبر 1994)، هو لاعب كرة قدم ياباني سابق كان يلعب كلاعب وسط.

## وصلات خارجية
- ناوكي مايدا على موقع رابطة كرة القدم اليابانية للمحترفين (اليابانية)
- ناوكي مايدا على موقع قاعدة بيانات كرة القدم.إي يو (الإنجليزية)
- ناوكي مايدا على موقع Soccerway.com (الإنجليزية)
- ناوكي مايدا على موقع عالم كرة القدم.نت (الإنجليزية)